# Informationssystem Wasser, Immissionsschutz, Boden, Abfall, Arbeitsschutz
Das Informationssystem Wasser, Immissionsschutz, Boden, Abfall, Arbeitsschutz (abgekürzt WIBAS) ist eine wesentliche Komponente des Umweltinformationssystems Baden-Württemberg (UIS BW). Die Entwicklung von WIBAS führte ab 2006 zwei früher eigenständige Systeme zusammen: Das Informationssystem Wasser, Abfall, Altlasten, Boden (WAABIS) sowie das Informationssystem der Gewerbeaufsicht Baden-Württemberg (IS-GAA). WIBAS ist modular aufgebaut und umfasst etwa 40 Fachanwendungen für die staatliche und kommunale Verwaltung, u. a. in den Bereichen Abfallwirtschaft, Bodenschutz und Altlasten, Immissionsschutz, Wasserwirtschaft und Arbeitsschutz.
Entwicklungsstellen von WIBAS sind die Landesanstalt für Umwelt Baden-Württemberg (LUBW) und Komm.ONE. Das Ministerium für Umwelt, Klima und Energiewirtschaft Baden-Württemberg (UM) steuert und koordiniert das Informationssystem. Die Fachanwendungen werden hauptsächlich bei den Dienststellen von Stadt- und Landkreisen sowie den Regierungspräsidien in Baden-Württemberg eingesetzt. Als Datenbankmanagementsystem kommt Oracle zum Einsatz, als Entwicklungssprache wird vorwiegend Java genutzt.
Die Daten der beteiligten Dienststellen gelangen tagesaktuell in eine zentrale Referenzdatenbank, wo sie für fachübergreifende Auswertungen und Umweltberichte zur Verfügung stehen. Zur Auswertung bedient sich WIBAS des UIS-Berichtssystems, das Dienste für die weitgehend automatisierte Erstellung von Umweltberichten bereitstellt. Ein zentrales Regelwerk bestimmt die einheitliche Datenstruktur. So können z. B. Daten aus verschiedenen Fachanwendungen, die das gleiche (geographische) Objekt beschreiben, miteinander verknüpft werden. Zur Kommunikation wird ein Intranet als Teil des Landesverwaltungsnetzes (LVN) und des Kommunalen Verwaltungsnetzes (KVN) verwendet. Dabei kommen zunehmend Webdienste zum Einsatz, die allen Beteiligten zur Verfügung stehen und damit im Interesse der Wirtschaftlichkeit Mehrfachentwicklungen vermeiden. Das Räumliche Informations- und Planungssystem (RIPS) liefert die für Kartendarstellungen und -auswertungen erforderlichen Geodaten und Geodienste.
Beispiele für WIBAS-Fachanwendungen sind: 
- Bodenschutz- und Altlastenkataster (BAK): Die dort verzeichneten Daten zur Bodenbelastung stellen wichtige Informationsquellen beispielsweise für Bauleitplanung und Regionalplanung dar
- Grundwasserdatenbank (GWDB): Umfasst sämtliche Messnetzdaten zur Menge und Qualität des Grundwassers in Baden-Württemberg
- Fachanwendung Arbeits- und Immissionsschutz (AI-GWA): Dokumentiert etwa 400.000 Arbeitsstätten in Baden-Württemberg. Zum Arbeitsbereich der Gewerbeaufsicht zählen noch weitere Fachanwendungen etwa der Bereiche Industrieabwasser, Abfallanlagen oder Strahlenschutz
- Flut-Informations- und –Warnsystem (FLIWAS): Dient der Planung von Vorsorgemaßnahmen und dem Notfallmanagement im Hochwasserfall.

WIBAS umfasst außerdem internetbasierte E-Bürgerdienste wie die Fachanwendungen Wasserentnahmeentgelt und Abwasserabgabe.
Unter der Bezeichnung "WIBAS 5.0" erfolgte seit 2011 eine teilweise Neuerstellung von Teilen der Fachanwendungen. In diesem Zusammenhang wurde ihr Zusammenspiel durch Vereinheitlichung der softwaretechnischen Grundlagen und des Kerndatenmodells stärker integriert bzw. ausgebaut.
2016 wurde mit Arbeiten begonnen, die zu einer grundlegenden Umstellung bisher dezentraler Datenhaltungen hin zu einer zentralen Produktionsdatenbank in einem Rechenzentrum führen sollen. Der auf etwa 5 Jahre angesetzte Umstellungsprozess erfolgte – unter engem Einbezug der Nutzer – schrittweise und wurde 2021 planmäßig abgeschlossen.